# Вулиця Степана Витвицького (Київ)
Ву́лиця Степана Витвицького — вулиця в Деснянському районі міста Києва, селище Биківня. Пролягає від Броварського проспекту до Бобринецької вулиці.

## Історія
Вулиця виникла в 2010-ті роки під проектною назвою Проектна 13078. Назва на честь українського політичного діяча, президента УНР в екзилі Степана Витвицького - з 2017 року.